# Josip Stanić Stanios
Josip Stanić Stanios (1. kolovoza 1943. Križ Hrastovički). hrvatski slikar i pjesnik.  Studirao je slikarstvo na Accademia di Belle Arti u Rimu.  Živi i stvaralački djeluje u Rimu.
1993. godine pokrenuo je zajedno s pjesnikom i likovnim kritičarem Borisom Vrgom časopis Generacije, časopis za kulturu, književnost i duuhovni identitet grada Petrinje. Časopis je bio nastavak poslije prvotna tri broja izišla u Petrinji od 1966. do 1967. godine.
Neke njegove knjige ilustrirao je poznati hrvatski ilustrator Ivan Antolčić.

## Skupne zbirke i antologije
Uvršten je u panoramu poslijeratne sisačko-banijske poezije "Plodne noći" u izboru Borisa Vrge, Petrinja 1982., u zbirku pjesama iz dijaspore "Kako da saberem korake", New York 1982., "Od srca do zavičaja", Bagdala, Kruševac 1989., u antologiju pjesama za recitiranje Jože Skoka "Žubor riječi", Školska knjiga, Zagreb 1992.,  u antologiju hrvatskog rodoljubnog pjesništva "Mila si nam ti jedina", Alfa, Zagreb 1998., u Leksikon članova Društva hrvatskih književnika, (priredio Miroslav S. Mađer), Riječ, Vinkovci 1999., i u knjigu Vinka Brešića "Iz prve ruke" (knjiga 2) - Nove autobiografije hrvatskih pisaca, Alfa, Zagreb 2014., Banijska književna antologija (Miroslav Kirin - Boris Vrga), Hrvatski P.E.N. centar i Meandar Media, Zagreb 2021.

## Skupne zbirke i antologije te nagrade za poeziju u inozemstvu
Zastupljen je u antologijama "Nosside '90", Il ventaglio, Rim 1990., "Voci dal cuore", Book Editore, Castel Maggiore, 1994., "Terzo millennio", Libroitaliano, Ragusa 1997. (Italia-Malta) i "Premio letterario - Giuseppe Malattia della Vallata 1988- 2003.", Barcis 2004. Nagrađen je na natječaju lista Telegram, Zagreb (1965.), te Prvom nagradom "Il pino d'oro" za zbirku pjesama "Deserto senza pietà" (Catanzaro 1980.) i "Pas iz visokog društva" (Catanzaro 1989.). Dobitnik je Prve i apsolutne nagrade "Nosside" za poeziju u Reggio Calabriji (1990.), Prve (1993., 2006.), Druge (1994, 2000., i 2007., te treće (2001.) nagrade za poeziju "Giuseppe Malattia dellla Vallata" Barcis. 

## Nagrade za slikarstvo
Za svoje slikarske radove primio je sljedeće nagrade: Srebrena medalja "Città eterna" 1969., (Accademia di San Carlo, Rim 1969., Nagrada "Unesco" (Monte Carlo 1970.), Zlatna medalja "Primavera", Rim 1970., "Marc' Aurelio (Rim 1975.), "Paul Gauguin", Milano 1975.), Nagrada u spomen Michelangelu (Rim 1977.), "Honoris causa" (Civitavecchia 1978.), "Colosseum" (Rim 1979.), "Oscar di Monte Carlo" (Montecarlo 1979.), "Scoliera d'argento" (Catanzaro 1979.), "Paride Pascucci" (Manciano 1979.), "Prometeo aureo" (Viterbo 1966.), "Prva Ex aequo" - Manifesto oncologico (Mantova 1992.), "La Pimpaccia", Rim 2007. i dr.
Bio je član više akademija:
- Accademia internazionale delle Arti "UNIVERSO", Bologna; Ordine Accademico Internazionale "GRECCI - MARINO", Ordine Accademico del Verbano - "Cavaliere Accademico"; Accademia Culturale d' Europa, Bassano Romano; Accademia Tiberina, Rim, Accademia Gentium "PRO PACE", Rim, L'Accademia universale "G. Marconi", Rim. Također bio je član UNSA (Unione Nazionale Scrittori e Artisti) u Rimu.

Prevođen je na talijanski, slovenski i makedonski jezik.